# セルジョ・ビアンケット
セルジョ・ビアンケット（Sergio Bianchetto、1939年2月16日 - ）は、イタリア、ブレンタ出身の元自転車競技（トラックレース）選手。

## 経歴
1958年
- イタリア選手権 アマタンデム 優勝（+ サンテ・ガイアルドーニ）

1960年
- ローマオリンピック
  -  タンデムスプリント 優勝（+ ジュゼッペ・ベゲット）

1961年
- トラックレース世界選手権 アマスプリント 優勝
- イタリア選手権 アマタンデム 優勝（+ ジュゼッペ・ベゲット）
- グランプリ・ド・コペンハーゲン アマ部門優勝

1962年
- トラックレース世界選手権 プロスプリント 優勝
- イタリア選手権 アマタンデム 優勝（+ ジュゼッペ・ベゲット）
- グランプリ・ド・コペンハーゲン アマ部門優勝

1963年
- トラックレース世界選手権 アマスプリント 2位
- イタリア選手権 アマタンデム 優勝（+ アンジェロ・ダミアーノ）
- イタリア選手権 アマスプリント 優勝
- イタリア選手権 1kmタイムトライアル 優勝

1964年
- 東京オリンピック
  -  タンデムスプリント 優勝（+ アンジェロ・ダミアーノ）
  -  スプリント 2位
- トラックレース世界選手権 アマスプリント 3位

1965年、プロ転向。
1966年
- イタリア選手権 プロスプリント 優勝